# Tønne Bloch
Antonius "Tønne" Bloch (født 7. januar 1733 i Barrit, død 15. september 1803 i Odense) var en dansk biskop.
Han blev født i Barrit præstegård, hvor hans far, Søren Bloch, den gang var sognepræst. Da faderen blev forflyttet først til København og siden til Aalborg, fulgte han med denne, men da Søren Bloch 1747 vendte tilbage til hovedstaden, blev sønnen i Aalborg i konrektor Thestrups hus, og fra Aalborg Skole afgik han 1749 til universitetet. I 1752 tog han teologisk embedseksamen, og i det følgende år hjalp han sin fader med ugeprædikener og
søndagskatekisationer. Efter faderens død fik han plads på Borchs Kollegium, og som alumnus på dette udgav han nogle af Søren Blochs skrifter og tillige,
i fællesskab med fem andre unge videnskabsmænd, en litteraturtidende: Efterretninger om nye Bøger og lærde Sager i Danmark og Norge (1756-58). I året 1758 blev han kaldet til feltpræst ved de kongelige tropper i Holsten, og i de følgende 5 år gjorde han tjeneste som præst ved forskellige regimenter. I 1763 blev han sognepræst for Middelfart og Kavslunde, og 1775 blev han udnævnt til biskop over Ribe Stift. Efter at han af biskop Harboe i Arveprinsens og Arveprinsessens nærværelse var bleven indviet til dette embede, prædikede han næste søndag i Fredensborg Slotskirke for hele kongefamilien, som hørte ham "med udmærket allernaadigst Velbehag". Medens han var i Ribe, højtideligholdt universitetet sin trehundredårsfest, og ved den lejlighed disputerede han efter opfordring for den teologiske doktorgrad (Chronotaxis scriptorum divi Pauli, 1779). I 1785 blev han valgt til medlem af Det Kongelige Norske Videnskabernes Selskab, og 1786 blev han biskop i Fyns Stift, til hvilket den gang endnu hørte Lolland og Falster, Als og Ærø. Både i Ribe og på Fyn var Bloch en nidkær tilsynsmand, der visiterede meget flittig i de store stifter. Han var gift 1. gang 1763 med Margrethe Hedevig Jebens fra Meldorf (død 1792), 2. gang 1793 med Anna Christine Hensler, født Kohl (død 1825). I første ægteskab var han far til S.N.J. Bloch.